# José Inácio de Almeida Monjardino
José Inácio de Almeida Monjardino (Lisboa, 11 de Novembro de 1819 — Angra do Heroísmo, 30 de Setembro de 1904) foi um político, secretário-geral e várias vezes governador civil interino do Distrito de Angra do Heroísmo. Iniciou na ilha Terceira uma influente família cuja presença na política se prolongou até anos recentes.

## Biografia
José Inácio de Almeida Monjardino chegou a Angra do Heroísmo por volta de 1843, passando a partir de 1848 a exercer as funções de secretário-geral do Governo Civil do Distrito de Angra do Heroísmo, cargo que manteria até se reformar. Nessas funções serviu de governador civil interino de Março de 1848 a 18 de Julho do mesmo ano, cargo que interrompeu para o voltar a exercer desde 17 de Outubro de 1849 a 20 de Novembro do mesmo ano. Foi novamente governador civil interino de 21 de Janeiro de 1861 a Junho do mesmo ano e de 27 de Junho de 1891 a 26 de Setembro de 1893.
Por carta régia de 9 de Maio de 1867 foi nomeado tesoureiro-pagador do Distrito. Era também agente do Banco Nacional Ultramarino para o Distrito de Angra do Heroísmo.
Sendo um membro destacado do partido setembrista, e depois da estrutura distrital do Partido Histórico, foi presidente da Câmara Municipal de Angra do Heroísmo nos períodos de 1882 a 1886 e de 1896 a 1898 e provedor da Santa Casa da Misericórdia de Angra do Heroísmo de 1881 a 1883.
Em colaboração com José Júlio da Rocha Abreu foi fundador e dirigente do Cofre de Caridade fundado para ajudar as vítimas da grande inundação de 23 de Julho de 1891. Publicou um relatório sobre a acção de José Silvestre Ribeiro na reedificação da Praia após o terramoto da Caída da Praia de 15 de Junho de 1841.
Foi comendador da Ordem de Cristo, por carta de 31 de Janeiro de 1863, fidalgo de cota de armas por carta de brasão de 23 de Dezembro de 1865 e recebeu Carta de Conselho a 28 de Janeiro de 1892.
O seu filho, Jorge de Almeida Monjardino, continuou a carreira política e administrativa iniciada por José Inácio de Almeida Monjardino, servindo também como tesoureiro-pagador do Distrito.